# 琴托瓦利

琴托瓦利是瑞士的城鎮，位於該國南部，由提契諾州負責管轄，面積51.39平方公里，七成半土地是森林，海拔高度708米，2011年人口1,166，人口密度每平方公里23人。